# Инцидент с A330 над Индийским океаном
Инцидент с A330 над Индийским океаном — авиационная авария, произошедшая 7 октября 2008 года. Авиалайнер Airbus A330-303 авиакомпании Qantas выполнял регулярный рейс QF72 по маршруту Сингапур—Перт, но через 3 часа и 10 минут после взлёта два раза перешёл в неуправляемое резкое снижение, которые привели к травмам пассажиров и бортпроводников (переломы, рваные раны, травмы позвоночника) и внутренним разрушениям пассажирского салона самолёта. Лайнер совершил вынужденную посадку в аэропорту Лермонт в Эксмуте (Западная Австралия), где его встретили врачи Королевской службы санавиации и «CareFlight».
Из находившихся на борту лайнера 315 человек (303 пассажира и 12 членов экипажа) никто не погиб, но 119 человек (9 членов экипажа и 110 пассажиров) получили ранения, 12 из них получили серьёзные травмы; 53 человека были доставлены в больницы Перта, 14 из них по воздуху. Авиакомпания Qantas отправила в Эксмут два самолёта, чтобы забрать оставшихся пассажиров и членов экипажа.
Причинами инцидента были признаны неисправность первого блока инерциальной навигационной системы и ранее неизвестные ошибки программного обеспечения бортового компьютера самолёта Airbus A330.

## Самолёт
Airbus A330-303 (регистрационный номер VH-QPA, серийный 553) был выпущен в 2003 году (первый полёт совершил 11 октября под тестовым б/н F-WWKS). 31 октября того же года был передан авиакомпании Qantas, в которой получил имя Kununurra. Оснащён двумя турбовентиляторными двигателями General Electric CF6-80E1A3. На день инцидента совершил 3740 циклов «взлёт-посадка» и налетал 20 040 часов.

## Экипаж
Состав экипажа рейса QF72 был таким:
- Командир воздушного судна (КВС) — 53-летний Кевин Салливан (англ. Kevin Sullivan). Очень опытный пилот, проходил службу в ВМС США. Управлял самолётами Boeing 757, Boeing 767 и Boeing 747-400. В должности командира Airbus A330 — с 17 февраля 2004 года. Налетал 13 592 часа (7505 из них в качестве КВС), 2453 из них на Airbus A330.
- Второй пилот — Питер Липсетт (англ. Peter Lipsett). Очень опытный пилот, управлял самолётами Boeing 747-400, Boeing 737-300 и Boeing 737-800. 7 октября 2005 года был квалифицирован на командира Airbus A330. Налетал 11 650 часов (2020 из них в качестве КВС), 1870 из них на Airbus A330.
- Сменный второй пилот — Росс Хейлз (англ. Ross Hales). Опытный пилот, в должности второго пилота Airbus A330 — с 4 января 2008 года. Налетал 2070 часов, 480 из них на Airbus A330.

В салоне самолёта работали 9 бортпроводников.

## Хронология событий
Рейс QF72 вылетел из Сингапура в 09:32 SST, на его борту находились 12 членов экипажа и 303 пассажира. К 10:01 лайнер достиг крейсерского эшелона FL370 (11 300 метров).
Через 3 часа и 8 минут после взлёта (в 12:40:26 WST) первый блок инерциальной навигационной системы (ADIRU 1) в кабине экипажа начал предоставлять неправильные данные на бортовой компьютер. В результате этого автопилот автоматически отключился и через несколько секунд пилоты получили сообщения с предупреждением о неисправностях, задержке звука и превышении скорости. КВС принял управление на себя, затем снова включил автопилот и рейс 072 выровнялся. Затем примерно через 15 секунд автопилот был отключён экипажем и оставался отключённым до конца полёта.
В 12:42:27 лайнер совершил внезапный неуправляемый манёвр, резко «нырнув» вниз; впоследствии было установлено, что фюзеляж испытал перегрузку −0,8 g, наклон на 8,4° и быстрое снижение на 200 метров. 20 секунд спустя пилоты смогли вернуть самолёт на заданную высоту полёта.
В 12:45:08 рейс 072 совершил второй неуправляемый манёвр аналогичного характера с перегрузкой 0,2 g, наклоном 3,5° и быстрое снижение 120 метров. Спустя 16 секунд самолёт снова вернулся на заданную высоту. Пассажиры и бортпроводники (в основном те, кто не был пристёгнут) летали по салону вместе с багажом и предметами в салоне, зачастую ударяясь головами о потолок салона и получая травмы.
В 12:49 пилоты стабилизировали самолёт и подали сигнал бедствия «Pan-pan», который в 12:54 был обновлён до «Mayday», когда экипаж узнал о полученных пассажирами травмах. В 13:50 WST рейс QF72 приземлился в аэропорту Лермонт в Эксмуте (Западная Австралия).

## Расследование
Расследование причин инцидента с рейсом QF72 проводило Австралийское бюро безопасности на транспорте (ATSB) при участии Управления по безопасности гражданской авиации Австралии (CASA), авиакомпании Qantas, французского Бюро по расследованию и анализу безопасности гражданской авиации (BEA) и компании «Airbus».
Пострадавший самолёт был оборудован изготовленными фирмой «Northrop Grumman» блоками ADIRU, которые следователи отправили производителю в США для дальнейших исследований. 15 января 2009 года EASA выпустило директиву по лётной годности в чрезвычайных ситуациях, для решения вышеупомянутой проблемы ADIRU A330 и A340 «Northrop Grumman» по неправильному реагированию на неисправный инерциальный эталон.
Согласно предварительному отчёту ATSB, неисправность произошла в первом блоке инерциальной навигационной системы (ADIRU 1) и является «вероятным источником события»: ADIRU начал предоставлять неверные данные другим системам самолёта.
Первоначальными последствиями ошибки были:
- ложные (противоречивые) предупреждения о сваливании и превышении скорости самолёта,
- информация о потере высоты на приборной панели со стороны КВС,
- несколько предупреждений системы электронного централизованного бортового монитора (ECAM).

Примерно через 2 минуты ADIRU 1, передававший данные на приборную панель со стороны КВС, предоставил очень высокие (ложные) показания угла атаки самолёта (AOA), что привело к снижению компьютером управления полётом, контролирующим угол атаки самолёта на 8,5°, и сбою основного компьютера управления полётом (FCPC).

### Бортовой компьютер
Угол атаки (AOA) является критически важным параметром полёта, и такие системы, которыми оснащены A330 и A340, требуют точных данных AOA для правильного функционирования. Борт VH-QPA был оснащён тремя ADIRU для обеспечения отказоустойчивости, а FCPC использовали три независимых значения AOA для проверки их согласованности. В обычном случае, когда все три значения AOA были правильными и согласованными, FCPC использовали средние значения AOA 1 и AOA 2 для своих расчётов. Если AOA 1 или AOA 2 значительно отклоняются от двух других значений, FCPC используют запомненное значение в течение 1,2 секунды. Алгоритм FCPC был очень эффективным, но он не мог правильно управлять полётом, в котором было несколько пиков в AOA 1 или AOA 2, которые были разнесены на 1,2 секунды.
Как и в случае других критически важных для безопасности систем, разработка системы управления полетом A330/A340 в 1991—1992 годах имела много нюансов, чтобы минимизировать риск ошибки проектирования. Они включали в себя коллегиальные обзоры, оценку безопасности системы (SSA), а также тестирование и моделирование для проверки и подтверждения системных требований. Ни одно из этих действий не выявило конструктивного недостатка в алгоритме AOA FCPC.
Ошибки ADIRU ранее не встречались и не были выявлены производителем в ходе анализа безопасности. В целом процессы проектирования, проверки и валидации, используемые компанией «Airbus», не в полной мере учитывали потенциальное влияние частых выбросов значений ADIRU.
Компания «Airbus» заявила, что им не было известно о подобных инцидентах на других самолётах компании. «Airbus» выпустила информационное издание для командиров A330 и A340 с процедурными рекомендациями для минимизации риска в случае аналогичного инцидента.

## Окончательный отчёт расследования

### Анализ
После детального анализа данных FDR, программного обеспечения первичного компьютера управления полетом (FCPC) и блока ADIRU было установлено, что последний исказил данные об угле атаки (AOA). Процессор ADIRU ошибочно отправил данные о высоте, равные 37 012 (в момент инцидента), вместо ожидаемых данных об угле атаки, которая была равна 50 625. Ошибка типов данных повлекла неверную обработку компьютером высокие данные AOA, запустив режим защиты с высоким углом наклона, который отправил команду в систему управления полётом (EFCS) на снижение.

### Причины
В окончательном отчёте ATSB, опубликованном 19 декабря 2011 года, был сделан вывод о том, что инцидент произошёл из-за сочетания неисправности в программном обеспечении основного компьютера управления полетом (FCPC) A330 / A340 и ошибки, влияющей на один из трёх инерциальных блоков ADIRU самолёта. Это означало, что в очень редкой и конкретной ситуации данные об угле атаки (AOA) от одного из ADIRU могут приводить к тому, что FCPC даёт команду самолёту на снижение.

### Инцидент с рейсом QF71
Аналогичный инцидент произошёл 27 декабря 2008 года с рейсом QF71 Перт—Сингапур авиакомпании Qantas (тоже лайнер Airbus A330-300) к северо-западу от Перта и к югу от аэропорта Лермонт в 17:29 WST на эшелоне FL360 (10 950 метров). Автопилот отключился, и экипаж получил предупреждение, указывающее на проблему с ADIRU 1. Экипаж использовал рекомендации, выпущенные компанией «Airbus», и без происшествий вернулся в Перт.
ATSB включил этот инцидент в своё расследование причин происшествия с рейсом QF72. Этот инцидент вновь вызвал слухи в СМИ о связи инцидентов со станцией связи ВМС Гарольда Э. Холта. Австралийская и Международная ассоциация пилотов призывали запретить полёты в площади действия сигнала с вышки в качестве меры предосторожности до тех пор, пока не станут известны дополнительные сведения. Управляющий станции связи заявил, что влияние сигналов с вышки «очень, очень маловероятны» для того, чтобы произошёл инцидент.

## Компенсации
После аварии с рейсом 072 авиакомпания Qantas предоставила компенсации всем пассажирам. Авиакомпания объявила, что возместит стоимость всех билетов на аварийном рейсе, предложит ваучер на сумму, достаточную для поездки в Лондон в оба конца тем классом, каким летели пассажиры, а также оплатит все медицинские расходы, связанные с инцидентом. Дальнейшие иски о компенсации рассматривались в индивидуальном порядке.

## Культурные аспекты
- Инцидент с рейсом 072 Qantas показан в 18 сезоне канадского документального телесериала Расследования авиакатастроф в серии Свободное падение[31].
- В мае 2019 года в Австралии была опубликована книга командира рейса 072 Кевина Салливана об этом инциденте[32].
- В июне 2019 года передача «Sunday Night» («Seven Network») представила события рейса 072 с участием пассажиров и членов экипажа этого рейса, включая командира Кевина Салливана и бортпроводника Фаззи Майяву (англ. Fuzzy Maiava), а также командира рейса US Airways-1549 Чесли Салленбергера[33].

### Комментарии
1. ↑  Нормальными условиями являются +1.0 g. В самолётах в случаях, подобных этому, перегрузки могут падать до 0, после чего будет появляться невесомость, а при дальнейшем уменьшении возникает отрицательная сила. При отрицательной нагрузке в −1 g происходит как будто уменьшение гравитации и всё ударяется о потолок.
2. ↑  В этом манёвре удара о потолок не было, так как отрицательная сила отсутствовала, но в то же время ощущалась невесомость